# Beceni
Beceni es un pueblo de residencia perteneciente a la comuna del mismo nombre en el condado de Buzău, Muntenia, Rumanía.
El pueblo de Beceni se menciona en un documento de 1663, de la época de Matei Basarab, en el que se fijaron los límites de las propiedades del monasterio Ot Menedec de Vintilă Vodă, documento que da fe de la comunidad de Moșneni de Beceni. Según la leyenda, el pueblo fue fundado por una tal Becea (de quien toma su nombre) que se refugió aquí durante una invasión, erigiendo una iglesia hacia 1589.